# دوروثي روش
دوروثي روش (بالإنجليزية: Dorothy Roche)‏ هي لاعبة بولينغ أسترالية، ولدت في 1928.